# Саутхемптън (лек крайцер, 1936)
Саутхемптън (на английски: HMS Southampton) е лек крайцер на Британския Кралски флот, от времето на Втората световна война от първата серия крайцери тип „Таун“. Поръчан е на 1 юни 1934 г. заедно с еднотипния Newcastle на корабостроителницата John Brown & Company в Клайдбанк. Крайцера е петият кораб в Британския флот, който носи това име. Първия е ветроходен линеен кораб от 4-ти ранг, построен през 1693 г. Строителството започва на 21 ноември 1934 г. „Саутхемптън“ е спуснат на вода на 10 март 1936 г. На 6 март 1937 г. строителството е завършено и кораба влиза в строя на 2-ра крайцерска ескадра на Home Fleet’а.
Девизът на кораба звучи така: „Pro justitia pro rege“ – „За справедливост и краля!“

## Втора световна война
С началото на войната, на 3 септември 1939 г., крайцерът заедно със систершипа Glasgow е изваден от състава на 2-ра крайцерска ескадра и предаден на силите на Хамбър, за прехващане на вражески съдове в Северно море. Още на 4 септември той излиза в морето, а на 5 септември съвместно с разрушителите Jervis и Jersey, първи прехващат немския параход Johannes Molkenbuhr (5294 БРТ) в точката 61°40′ с. ш. 3°51′ и. д. / 61.666667° с. ш. 3.85° и. д.. След прехвърляне на екипажа на парахода на Jervis, Jersey потопява вражеския съд.
На 22 септември заедно с крайцерите от 2-ра ескадра планира излизане в пролива Скагерак, но операцията е отменена по време на придвижването.
На 25 септември съвместно с крайцерите Sheffield, Glasgow и Aurora и 6-а флотилия разрушители прикрива прехода на повредената подводница Spearfish от Horns Reef до Розайт. Тази операция се прикрива и от самолети на RAF, въпреки това, на 26 септември, крайцерът за първи път се оказва под въздушна атака.
На 8 октомври съвместно с линейните крайцери Hood и Repulse, крайцерите Aurora, Glasgow и Sheffield, а също и разрушители, крайцерът излиза в Северно море в издирване на немецките линкор Gneisenau и крайцер Koln.
На 16 октомври в района на устието на Форт е повреден от вражеската авиация. 500 килограмова бомба пусната от Junkers Ju 88 на I./KG30 от височина 150 метра попада в ъгъла на пълнителя на зенитна установка Пом-Пом и след рикошет преминава през 3 палуби, взривявайки се във водата. Бомбата причинява само малки повреди на корпуса и временно изважда от строй някои електрически системи, отстраняването на които отнема 3 дни. Въпреки това кораба успява да продължи патрулирането югоизточно от Норвегия.
На 10 ноември в състава на ударно съединение от крайцерите Belfast, Glasgow и Aurora отново излиза на патрулиране в Северно море.
На 21 ноември отново излиза от Розайт заедно с крайцера Belfast, но корабите са принудени да се върнат, след като последния получава тежки повреди след натъкване на мина.
На 23 ноември излиза от Розайт заедно с крайцерите Edinburgh и Aurora, разрушителите Afridi, Gurkha, Bedouin, Kingston и Isis на линията между Оркнейския и Шетландските острови. Крайцерите трябва да затворят възможния път на немските линкори Scharnhorst и Gneisenau след като те потопяват британския спомагателен крайцер Rawalpindi. Слабостта на отряда е заради това, че британското Адмиралтейство счита, че преследва джобния линкор Deutschland. Операцията завършва безрезултатно.
На 24 декември крайцерът започва ремонт на стапелите в Тайн, който продължава до 23 януари. В хода на ремонта на крайцера поставят радар за откриване на въздушни цели Type 279.
През февруари – март 1940 г., крайцерът, съвместно с корабите на 10-а крайцерска ескадра, изпълнява патрулни плавания в Северно море и при Северозападните подходи.

## Норвежка операция
На 7 април отплава, за прикритие на конвоя ON25, в Норвегия заедно с крайцера Manchester и разрушителите Eclipse, Grenade, Janus и Javelin, отделиля се от конвоя и се среща със спомагателния минен заградител Teviot Bank, в съпровождение на разрушителите Ilex, Inglefield, Isis и Imogen, които извършват преход за постановка на минно заграждение при Bud, но по-късно операцията (Operation R4) е отменена и корабите, на 9 април, се присъединяват към Home Fleet. В същия ден крайцера заедно със систершипите Manchester, Glasgow и Sheffield и 7 разрушителя е отделен в отряд за атака на съдове в Берген, но операцията е отменена от Адмиралтейството по време на прехода, а на обратния път корабите са подложени на въздушни атаки, в хода на които „Саутхемптън“ получава незначителни повреди от осколки – за кратко време е извън строй директора за управление на огъня на главния калибър. След това корабите се връщат за зареждане в Скапа Флоу.
На 12 април приема на борда си половин батальон шотландски гвардейци, а също и генерал Mackesy – командващ операцията в Норвегия, и отплава в 13:00 от Скапа Флоу. Крайната точка е първоначално Vestfjord. Крайцера се съпровожда от разрушителите Electra и Escapade. На прехода към Нарвик крайцерът е атакуван от немската подводница U-38, но торпедата не се взривяват поради дефект. С пристигането в 06:00 на 14 април във Ваагс-фьорд, в Харстад, е взето решение да се свалят войските в Sjovegan, на 35 мили североизточно от Нарвик. На 15 април заедно със силите, събрани при Нарвик, изпълнява поддръжката на силите на брега, а също и прикритие на съдовете от въздушни атаки. на 19 април се връща в Скапа Флоу.
На 29 април е определен за евакуация на десантните сили от Andalsnes и Молде. На 30 април прикрива евакуацията от Andalsnes, изпълявана от разрушителите Somali, Mashona, Sikh, Walker и Westcott. На 1 май изпълнява зенитно прикритие на евакуацията, съпровождайки есминците Sikh и Wanderer, които приемат 300 души от Alfarnes на 6 мили северно то Andalsnes. На 2 май крайцерът се връща в Скапа Флоу.
В течение на 25 – 26 май крайцерът, действайки при Харстад, получава осколъчни повреди от цяло поредица разриви на 50- и 100-килограмови бомби, детонирали по борда. Командирът на кораба е ранен, а самият крайцер се нуждае от 10 дневен ремонт. На 27 май крайцера изпълнява огнева поддръжка на полските войски на полуостров Arkanes, част от операцията по превземане на Нарвик. На 28 май крайцерът е подложен на въздушни атаки, в хода на поредната от 29 май отново е леко повреден, повредите са отстранени от екипажа.
От 7 юни е флагман на командващия евакуацията от Нарвик, адмирал Корк. Взема на борда си генерал Клод Окинлек и френския генерал Bathouart и встъпва в охранение на войсковия конвой (2-ра група) от разрушителите Havelock, Fame, Firedrake, Beagle и Delight. На 10 юни се отделя от конвоя и се връща в Скапа Флоу заедно с крайцера Coventry.
На 6 юли с крайцера Coventry ескортира повредената подводница Shark. по време на прехода корабите са подложени на въздушни атаки.
На 16 юли излиза с крайцерите Glasgow, Shropshire и Suffolk в Северно море, по донесения за немски кораби там. След сблъсък в мъглата на крайцера Glasgow с разрушителя Imogen корабите се връщат в Скапа Флоу.
на 31 юли заедно с крайцерите Birmingham и Manchester е преведен в устието на Темза за патрулиране против очакваното немско нахлуване, оставайки на тази служба през целия август и септември. Едва на 16 октомври крайцерът се връща в Скапа Флоу. Към този момент той вече е определен за провеждането на операции по доставка на подкрепления в Малта (Operation Collar).

## В Средиземно море
На 15 ноември заедно с крайцера Manchester отплава от Скапа Флоу, съпровождайки парахода New Zealand Star. В морето те се срещат със съдовете Franconia, Clan Forbes и Clan Fraser. Конвоя също се съпровожда от разрушителите Jaguar и Kelvin. Manchester и Franconia скоро се отделят и самостоятелно потеглят към Гибралтар. На 21 ноември конвоя среща крайцера Sheffield и също го съпровожда до входа в Средиземно море.
Преминавайки Гибралтарския пролив, корабите започват операция Collar. Два товарни съда Clan Forbes и Clan Fraser плават към Малта и едно New Zealand Star към залива Суд, едновременно прехвърляйки подкрепления за Средиземноморския флот. Съдовете се съпровождат от разрушителите: Duncan, Hotspur, Velox, Vidette, Wrestler и корветите: Gloxinia, Hyacinth, Peony, Salvia. От разрушителите само Velox и Wrestler прикриват съдовете в Сицилианските проливи. Конвоят преминава през Гибралтарския пролив на 25 ноември. Едновременно, „Саутхемптън“ и Manchester, образувайки Съединение „F“, товарят на борда си войска за Малта, които трябва да се доставят в Гибралтар с транспорта Franconia.
Като прикритие конвоя се съпровожда от Съединение „H“ в състав линейния крайцер Renown, самолетоносача Ark Royal, крайцерите Despatch и Sheffield и 8 разрушителя: Encounter, Faulknor, Firedrake, Forester, Fury, Jaguar, Kelvin, Wishart. Съединение D от състава на Средиземноморския флот: линкора Ramillies, крайцерите: Berwick, Coventry и Newcastle (последния от Малта) под прикритие на разрушителите Defender, Diamond, Gallant, Greyhound и Hereward, също са допълнителен ескорт в района на Сицилианските проливи. Съединение C в състав самолетоносача Eagle, линкорите Malaya и Barham осъществяват последващото прикритие.
Курсът на конвоя минава колкото се може по-близо до брега на Алжир, считан за неутрален, и възможно най-далече от сицилианските авиобази. Вмешателството на Италианския Флот води до промяна на плановете за операцията, и в крайна сметка в утрото на 27 ноември се случва сражение, известно като битка при нос Спартивенто. Конвоят с неголяма охрана продължава своето движение, докато двете ескадри, обединени, преследват италианския Флот, който се скрива ползвайки се от преимуществото си по скорост. На 28 ноември крайцерът успешно стоварва войската, намираща се на борда му в Малта и се присъединява към състава на ескорта на конвоя от празни съдове тръгващи от Малта – ME-4. Заедно с този конвой част от пътя изминава и New Zealand Star. На 30 ноември „Саутхемптън“ пристига в Александрия и влиза в състава на 7-а ескадра крайцери.

## Действия в Индийския океан
На 2 декември крайцера отплава от Александрия към Дърбан. Той е избран като защитник на съдоходството в Индийския океан. На 3 декември той вече е в Червено море, но на прехода е отклонен за поддръжка на военни операции в италианска Сомалия. На 10 декември той обстрелва италианските съдове, намиращи се в Кисмайо. След това продължава пътя си към Дърбан.
На 16 декември в Дърбан се присъединява към крайцерите Devonshire и Shropshire в качеството на ескорт за войсковия конвой WS4B, плаващ за Суец.
На 18 декември от конвоя се отделя Devonshire, а на 26 декември и Shropshire. Тези крайцери са заменени от крайцера Carlisle и разрушителите Kandahar и Kimberley, които се присъединяват към конвоя в Червено море. На 28 декември и „Саутхемптън“ е отозван и се насочва към Суец. Той трябва да се върне в Средиземно море и да замени в състава на Средиземноморския флот еднотипния крайцер Glasgow, повреден в началото на месеца от италиански торпедоносци.

## Завръщане в Средиземно море
На 5 януари 1941 г. крайцера, съвместно с Gloucester и разрушителите Ilex и Janus в състава на Съединения B отплават от Александрия към залива Суд. Крайцера участва в широкомащабната операция MC.4 по доставка на подкрепления и товари в Малта. На следващия ден, 6 януари, крайцерите от Съединение B качват на борда се армейски части и персонал на RAF и се насочват към Малта, попътно ескортирайки конвой плаващ към Пирея. На 7 януари те оставят конвоя и се насочват към острова, където и стоварват благополучно войските на 8 януари.
На 9 януари корабите, в района на Сицилианските проливи срещат Съединение D от крайцера Bonaventure и разрушителите Jaguar, Hasty, Hereward, Hero, които съпровождат друг Малтийски конвой от Гибралтар (Операция Excess), а също съставляват подкрепление за Средиземноморския флот.
Ранното утро на 10 януари се състои боя на крайцера Bonaventure и разрушителя Jaguar с два италиански миноносеца: Circe и Vega, в хода на който Vega е повреден от артилерийския огън на крайцера Bonaventure и по-късно е потопен с торпедо от разрушителя Hereward.
Веднага след това разрушителя Gallant се натъква на мина, губейки носовата си част и понасяйки сериозни загуби сред екипажа. Той е взет на буксир от разрушителя Mohawk насочвайки се към Малта. Двата разрушителя влизат в състава на силите на Средиземноморския флот, изполняващи действия по далечно прикритие на конвоя по време на прехода му по източното Средиземноморие. Двата разрушителя получават прикритие от крайцера Bonaventure и разрушителя Griffin. По време на последващия преход те са подложени на въздушна атака.

## Гибел
На 11 януари „Саутхемптън“, заедно с крайцера Gloucester и разрушителя Diamond, се отделя от състава на силите прикриващи конвоя, за да усилят ескорта на Gallant. След успешното съпровождане на повредения разрушител на Малта, на трите кораба е заповядано да се присъединят към състава на силите прикриващи изходящия от Малта конвой ME 6.
В 15:22 когато корабите се намират в точката 34°56′ с. ш. 18°19′ и. д. / 34.933333° с. ш. 18.316667° и. д., което е примерно на 220 мили източно от брега на Сицилия, те са атакувани от 12 Ju.87, от състава на II./StG2, водени от командира на групата майор Вернер Енекерус. В хода на атаката пикировачите постигат пряко попадение на 500 kg бомба в Gloucester, която преминава през 5 палуби и дъното без да детонира.
Шест самолета атакуват „Саутхемптън“, постигайки две попадения на 500 kg бомби. Първата се взривява в каюткомпанията, втората в офицерската столова. „Саутгемптон“ получава тежки повреди, на него избухват пожари, които веднага излизат из под контрол. Разрушителят Diamond оказва помощ, но е решено да се потопи крайцера и в около 19:00 екипажа го напуска, преминавайки на Gloucester и Diamond. Малко по-късно той е торпилиран от крайцера Orion, който е изпратен за усилване на ПВО на повредените съдове. Крайцерът има 52 загинали, от които 27 са офицери и 87 ранени. Крайцерът потъва в 20:00 в приблизителна точка 34°54′ с. ш. 18°24′ и. д. / 34.9° с. ш. 18.4° и. д..

## Коментари
1. ↑  Всички данни се привеждат към 1939 г.